# Grand Prix de Ouest-France 1998
Il Grand Prix de Ouest-France 1998, sessantaduesima edizione della corsa, si svolse il 30 agosto 1998 su un percorso totale di 209 km. Fu vinta dal francese Pascal Hervé che terminò la gara in 4h57'13.

## Ordine d'arrivo (Top 10)
| Pos. | Corridore            | Squadra         | Tempo    |
| ---- | -------------------- | --------------- | -------- |
| 1    | Pascal Hervé         | Festina-Lotus   | 4h57'13" |
| 2    | Ludo Dierckxsens     | Lotto-Mobistar  | a 1'19"  |
| 3    | Stéphane Heulot      | F. des Jeux     | a 3'30"  |
| 4    | Grzegorz Gwiazdowski | Cofidis         | a 3'38"  |
| 5    | Francesco Secchiari  | Scrigno-Gaerne  | a 3'50"  |
| 6    | Christophe Rinero    | Cofidis         | a 3'52"  |
| 7    | Laurent Madouas      | Lotto-Mobistar  | a 3'54"  |
| 8    | Andrea Ferrigato     | Crédit Agricole | a 4'00"  |
| 9    | Paolo Valoti         | Cantina Tollo   | a 4'05"  |
| 10   | Oscar Pozzi          | Asics           | a 5'02"  |